# マザー・グースのうた (草思社)
『マザー・グースのうた』とは、訳詩・谷川俊太郎、絵・堀内誠一によるマザー・グースの絵本。草思社から1975年から1976年にかけて上製本が全5集で出版された。合計177篇の詩編が収載されている。
1975年、第12回日本翻訳文化賞受賞。

## 概要
1975年（昭和50年）7月に草思社から第1集が出版、翌1976年（昭和51年）にかけて全5集が出版され、累計発行部数は112万部を記録している。
1975年に本書の第1集から第3集までが出版されると、翌1976年5月時点で40万部を超える爆発的売れ行きとなり、マザー・グース・ブームが巻き起こる中、ブームにあやかってマザー・グースのレコードやカセットテープが多数発売された。この人気を受けて、出版元の草思社は年内に累計100万部は売れると見込んで第4集・第5集の続刊を出版した。
草思社によると、当時10代から20代前半の年齢層に最も読まれていたという。萩尾望都の『ポーの一族』の中でマザー・グースが引用されていたことから（ポーの一族#作品中のマザーグース参照）、「前から読みたかった」と編集部に手紙が寄せられていた。このことから、萩尾ファンであった女子中学生・女子高生たちがスライドしてひとつの読者層を形成したと見られている。

## 作品解説
マザー・グースの翻訳は大正時代に本格化し、1970年代にマザー・グース・ブームを迎えた。谷川俊太郎によるマザー・グースの翻訳は、ブームを迎えた1970年に出版された絵本『スカーリーおじさんのマザー・グース』での50篇が最も早く、1973年に雑誌『ユリイカ』特集号に12篇の翻訳詩が掲載されたのち、1975年から1976年にかけて刊行された本書『マザー・グースのうた』（全5集）へとつながっていく。
谷川訳のマザー・グースの特徴は、体言止めによる日本人の身体感覚になじむ音読しやすいリズムと、豊かな音の響きにより言葉のもつイメージを押し広げるところにあり、ユーモアあふれる訳語の選定により訳詩全体に独自色を打ち出しつつ、原詩の持つ口承文芸としての特徴をそのまま活かして日本語化することに成功している。
平野敬一は、谷川のマザー・グースの訳業を「イギリス伝承童謡の邦訳史上、画期的なものの一つであるといっても過言ではない」とし、『まざあ・ぐうす』（1921年〈大正10年〉）の北原白秋訳と比較して、北原訳が大正時代の日本語であることを否めず、また言語の理解という点に限っても、語学的にときどき覚束なさを示す北原訳に比べると、谷川訳の方が勝っていると述べている。
谷川がマザー・グースの翻訳を始めた1960年代末には、詩作においても平仮名のみを用いて音の豊かさや楽しさを追及し始めており、1973年には絵本『ことばあそびうた』（絵・瀬川康男、福音館書店刊行）を発表している。外国の児童文化財であるマザー・グースの翻訳は、日本古来の児童文化財である言葉遊びに取り組んだ『ことばあそびうた』の創作と同時並行して行われたもので、言葉遊びの要素を重視するあまり、原詩のニュアンスや目的を歪める「失敗訳」が多いとの指摘もある。しかし、本書に加えて1981年に出版された『マザー・グース』（絵・和田誠、講談社文庫全4巻）も今なお版を重ねており、谷川訳のマザー・グースは広く受容されている。
堀内誠一の絵について谷川は、写実から漫画まで自由自在に変化する画で、多彩でありながら西洋美術の教養に裏打ちされたスタイルで一貫しており、「（本書が）一冊で終わるはずのものがベストセラーとなって翌年発行の第5集まで続いて刊行されたのは、堀内さんのイラストレーターと同時にアートディレクター、エディターとしての才能に負うところが大きい」と述べている。

## 書籍

### 第1集
おとこのこって なんでできてる おんなのこって なんでできてる
- 収載作品：「おとこのこって なんでできてる？」「メリーはこひつじかっていた」「ロンドンばしが おっこちる」「ハンプティ・ダンプティ へいにすわった」ほか、全30篇。
- 付録：平野敬一「生きた伝承マザー・グース」、鳥越信「マザー・グース頌」、加藤恭子「暗黙の基盤」、遠藤豊吉「こどもの目の高さで」、岸田今日子「ふしぎな世界」、堀内夫妻[注 4]・谷川俊太郎「マザー・グースをめぐって」

### 第2集
ばらのはなわを つくろうよ
- 収載作品：「ばらのはなわを つくろうよ」「きらきらちいさなおほしさま」「かわいこちゃん どこへいく？」「ピーター ピーター かぼちゃがだいすき」ほか、全40篇。
- 付録：大岡信「マザー・グースはぞくぞくさせる」、飯沢匡「マザー・グースの想い出」、堀内誠一・谷川俊太郎「マザー・グースをめぐって」（承前）

### 第3集
だれがこまどり ころしたの
- 収載作品：「だれがこまどり ころしたの？」「マフェットのおじょうさん」「さんにんのウェールズののんきもの」「だいじな6ペンス すてきなかわいい6ペンス」ほか、全29篇。
- 付録：神宮輝夫「ナンセンスを含めない物固さ」、田中潤司「推理小説とマザー・グース 1」、平野敬一「遊び唄としてのマザー・グース」、堀内誠一「マザー・グースのくにをたずねて」

### 第4集
6ペンスの うたをうたおう
- 収載作品：「6ペンスのうたをうたおう」「ばあさんいちばでぶたかった」「おとこのこにおんなのこ あそぼうよでておいで」「3にんのこどもがこおりのうえをすべってた」ほか、全37篇。
- 付録：小野耕世「ハンプティ・ダンプティのタマゴ焼き」、岩田宏「小アンソロジー」、萩尾望都「クック・ロビンは一体何をしでかしたんだ」、堀内誠一「「保嬰論」のわざわい」

### 第5集
マザー・グースのおっかさん
- 収載作品：「マザー・グースのおっかさん」「トムはふえふきのむすこ」「ちっちゃなボー・ピープ ひつじたちがいない」「パイつくったのだれ？」「ゆきゆき つもれ」ほか、全41篇。
- 付録：今江祥智「二代続いてとんちんかん」、田中潤司「推理小説とマザー・グース 2」、平野敬一「マザー・グースをもっと知りたい人のために」

## 書誌情報
- マザー・グースのうた 第1集（1975年7月23日） - ISBN 978-4-7942-0037-2
- マザー・グースのうた 第2集（1975年11月25日） - ISBN 978-4-7942-0038-9
- マザー・グースのうた 第3集（1975年12月20日） - ISBN 978-4-7942-0042-6
- マザー・グースのうた 第4集（1976年7月22日） - ISBN 978-4-7942-0047-1
- マザー・グースのうた 第5集（1976年9月30日） - ISBN 978-4-7942-0050-1
- マザー・グースのうた 全5集箱入りセット（1988年7月28日） - ISBN 978-4-7942-0226-0

### コンパクト版
『マザー・グースのうた』（全5集）のなかから、有名で面白いうたを選りすぐったコンパクト版。全3集で106篇収載。
- マザー・グース・ベスト1（2000年12月28日） - ISBN 978-4-7942-1027-2
- マザー・グース・ベスト2（2000年12月28日） - ISBN 978-4-7942-1028-9
- マザー・グース・ベスト3（2000年12月28日） - ISBN 978-4-7942-1029-6

## レコード
谷川俊太郎訳 マザー・グースのうた
谷川俊太郎訳詞による『マザー・グーズのうた』（草思社）のタイアップレコードとして発売された。
- 発売元・発売日：ポリドールレコード、1976年5月21日
- 訳：谷川俊太郎
- 編曲：寺島尚彦
- 歌：ダーク・ダックス、ヴォーチェ・アンジェリカ
- 朗読：岸田今日子

### 楽譜集
マザー・グースうたのほん ―― 「マザー・グースのうた」別巻
草思社刊『マザー・グースのうた』から「ロンドンばしが おっこちる」など約70篇をよりすぐって編集した楽譜集で、『マザー・グースのうた』をもとにLPをレコーディングした際の楽譜をまとめたもの。
- 発売元・発売日：草思社、1986年7月31日、ISBN 978-4-7942-0244-4。
- 編集：大町正人
- 訳：谷川俊太郎
- 絵：堀内誠一
- その他：若松正司